# Crick
Crick is een civil parish in het bestuurlijke gebied Daventry district, in het Engelse graafschap Northamptonshire met 1886 inwoners.